# Анджеліна Армані
Анджелі́на Арма́ні (англ. Angelina Armani, нар. 18 листопада 1987 року, Бруклін, Нью-Йорк, США) — американська акторка, колищня порноакторка.

## Біографія
Потрапила в порноіндустрію у 2008 році і на початку знімалась у невеликих студіях. Але вже в жовтні 2008 року підписала контракт із Digital Playground. Пропрацювавши зі студією 6 місяців, вона залишила компанію.
Після виходу із порноіндустрії з'явилась у проєкті Funny Or Die, а також знялась в кількох непорнографічних фільмах.

## Фільмографія
- The Locals (2012)
- ChromeSkull: Laid to Rest 2 (2011) — Голланд
- Bloodstruck (2011) — Лорі Енн

## Премії та номінації
- 2009 Nightmoves Best New Starlet[6]
- 2010 номінація на AVN Award — Найкраща нова старлетка[7]
- 2010 номінація на XBIZ Award — Нова старлетка року[8]
- 2010 номінація на XRCO Award — Нова старлетка[9]